# Ботанічний сад Олбері
Ботанічний сад Олбері (англ. Albury Botanic Gardens) — ботанічний сад у місті Олбері (штат Новий Південний Уельс, Австралія).  Ботанічний сад є членом Міжнародної ради ботанічних садів з охорони рослин (BGCI) і має код ALBUR. 
Вхід до ботанічного саду вільний.
Ботанічний сад був заснований 1877 року і є зразком реалізації основних ідей в галузі садівництва XIX і XX століть. Сад займає площу в 4 гектари і спеціалізується на рослинах австралійських вологих тропічних лісів.

## Галерея

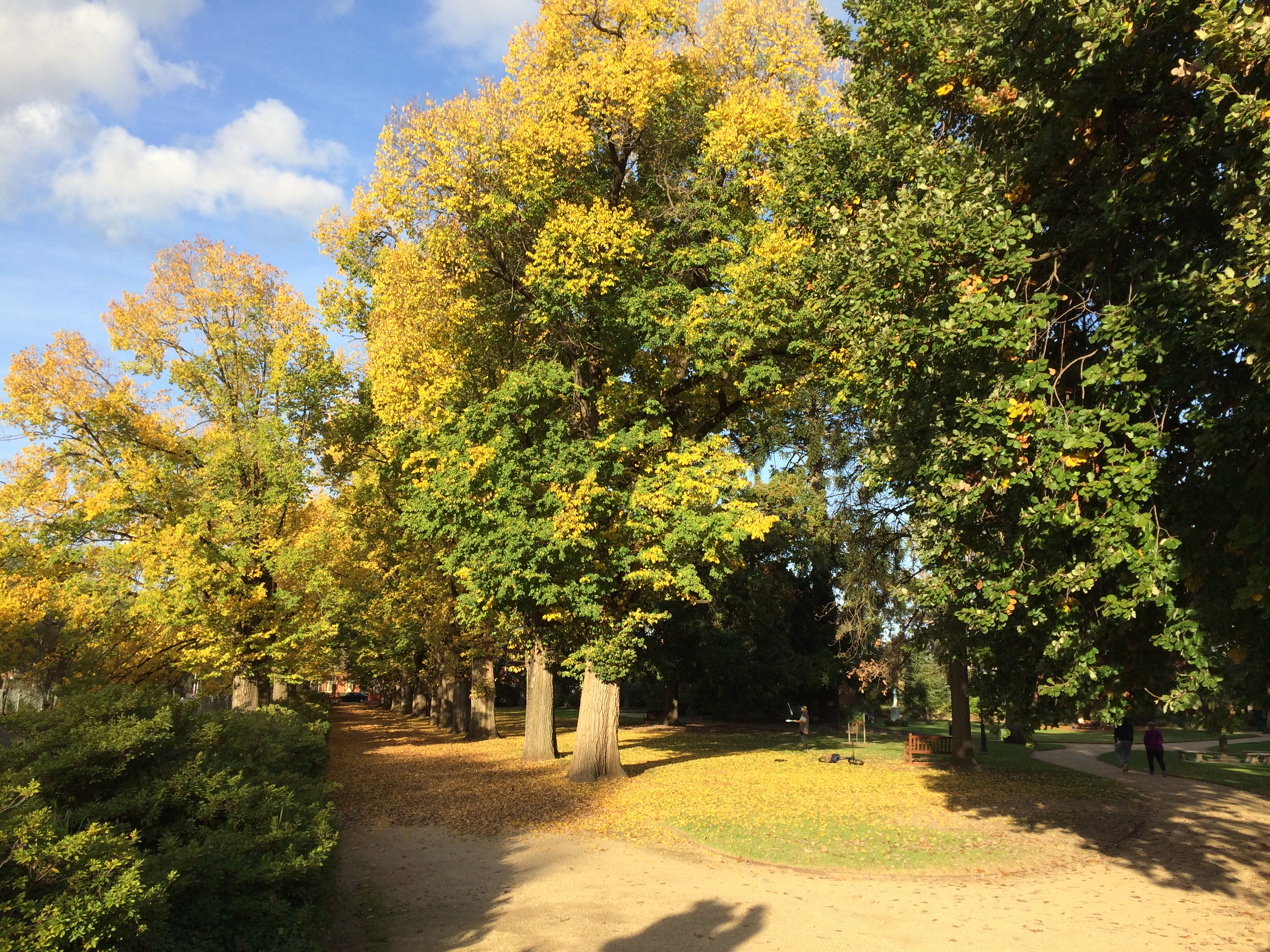
У ботанічному саду
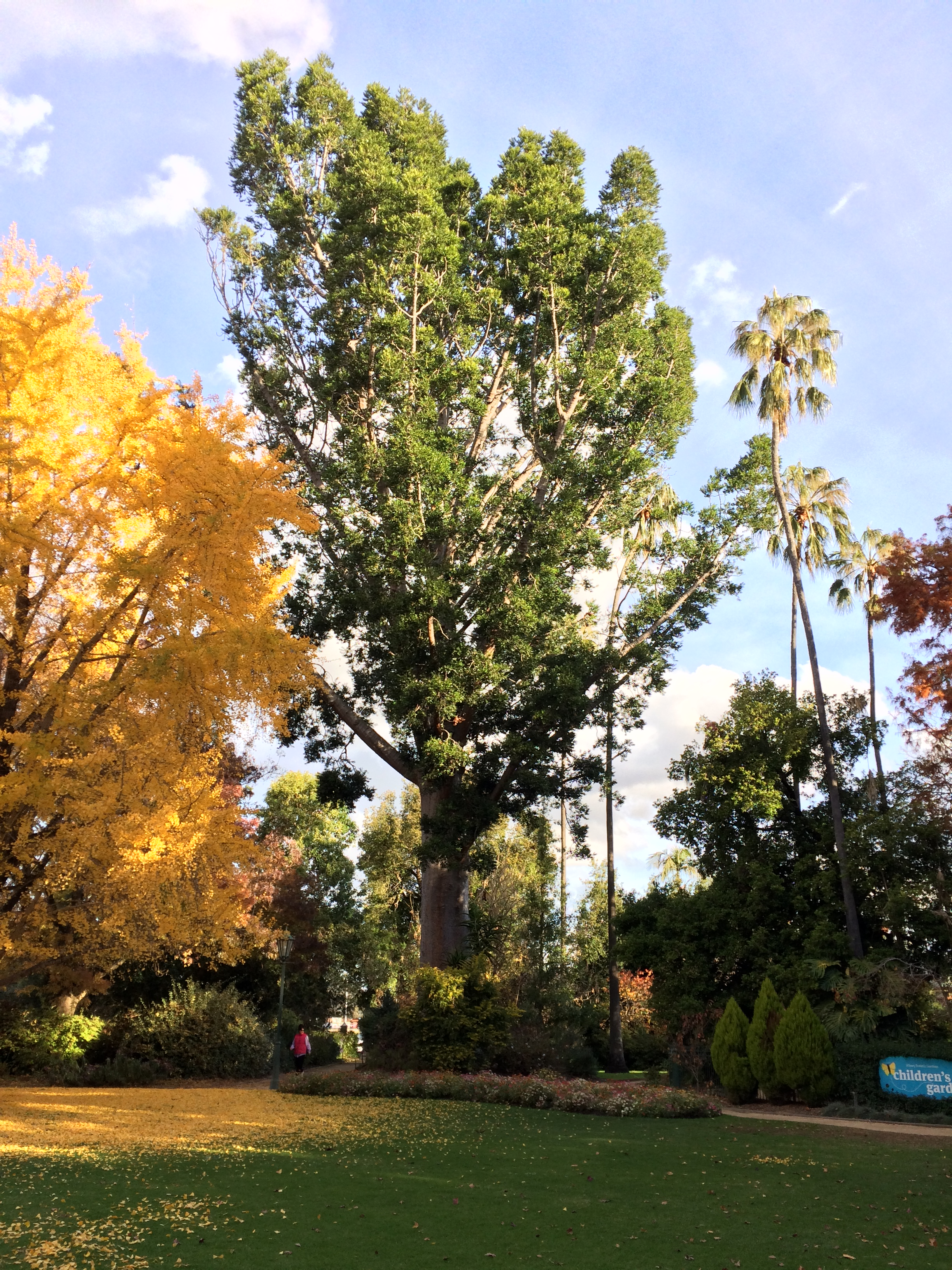
Agathis robusta
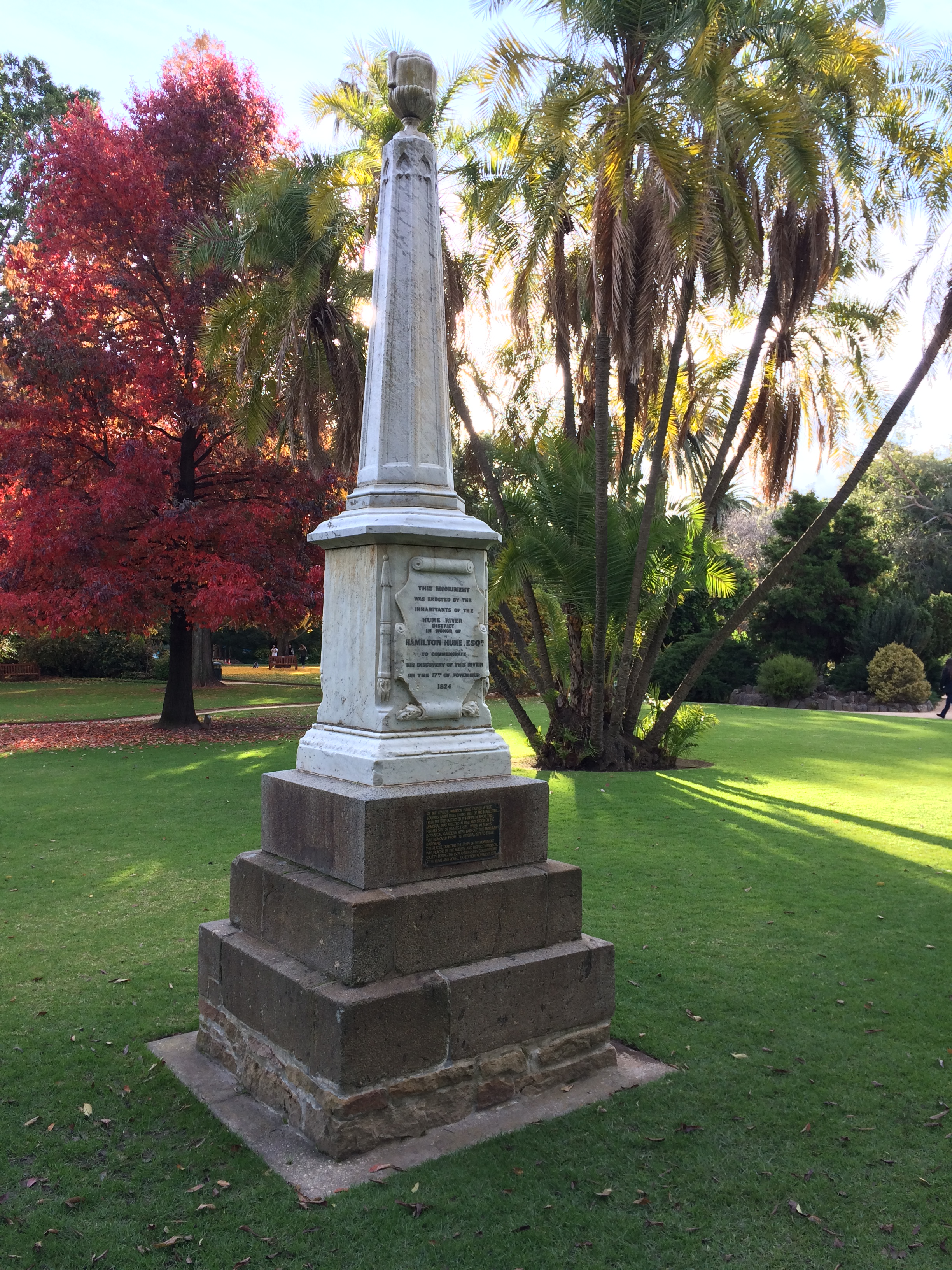
Монумент Гамільтону Г'юму
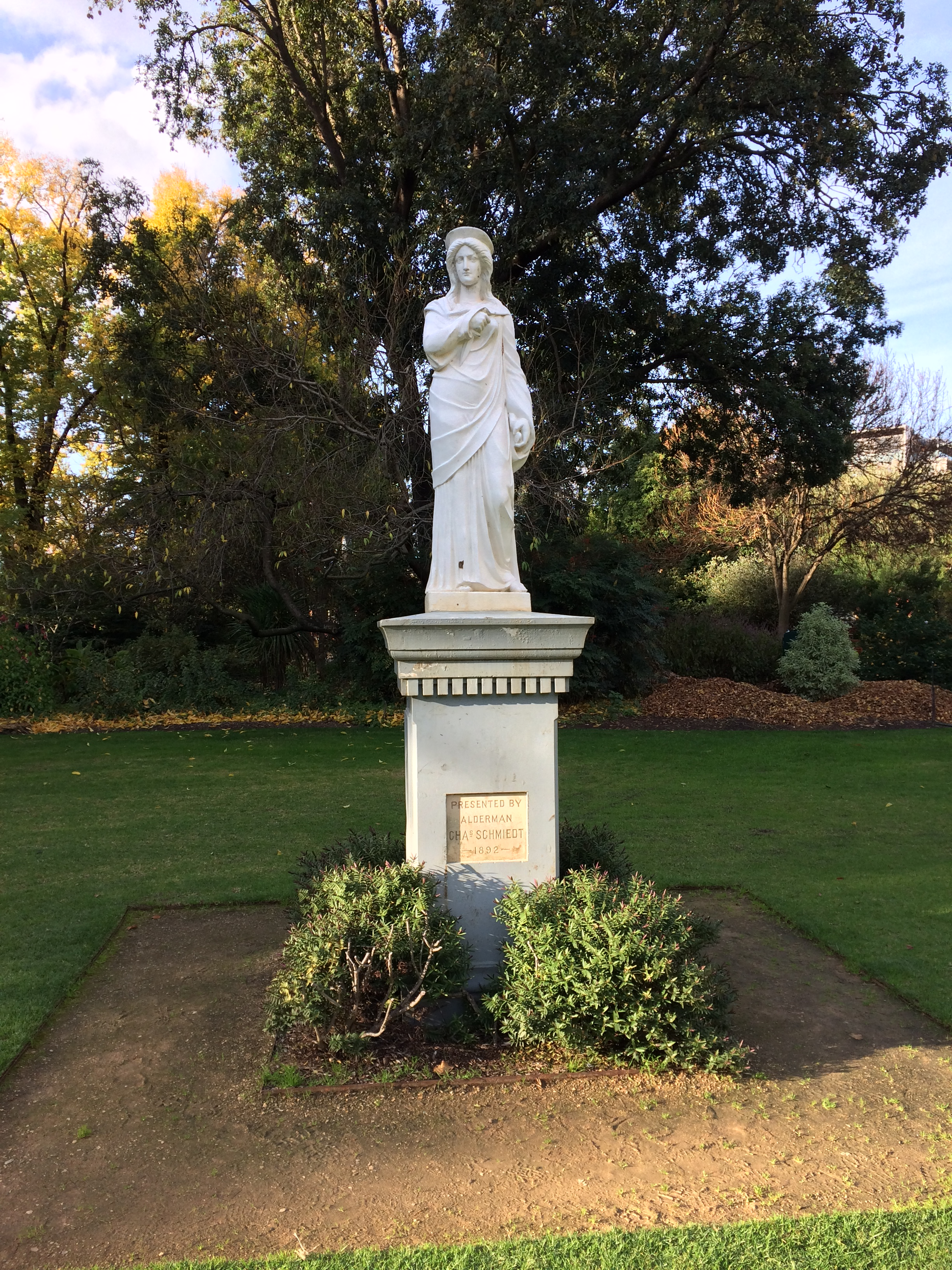
Статуя Мельпомени